# Résazurine
La résazurine (appellation chimique 10-oxyde de 7-hydroxy-3H-phenoxazin-3-one) est un indicateur coloré bleu, faiblement fluorescent jusqu'à ce qu'il soit réduit de manière irréversible en résorufine, un indicateur coloré rose fortement fluorescent dans le rouge. La résazurine est utilisée comme indicateur d'oxydo-réduction lors des tests de viabilité cellulaire permettant de déterminer si une cellule est aérobie ou anaérobie. Cet indicateur coloré peut se trouver communément dans le commerce sous forme de sel de sodium.
La résazurine en solution possède l'une des plus fortes valeurs connues de l'index de dichromaticité de Kreft. Cela signifie que la teinte perçue peut changer drastiquement selon que l'épaisseur ou la concentration de l'échantillon considéré augmente ou diminue.

## Applications dans les tests de viabilité cellulaire
La résazurine a d'abord été utilisée pour quantifier le contenu bactérien dans le lait par Pesch et Simmert en 1929. Elle a également servi d'indicateur de viabilité cellulaire dans des cultures de cellules de mammifères. À l'origine, elle a été introduite dans le commerce sous la marque déposée Alamar Blue (S.A. Trek Diagnostic Systems) et est désormais disponible sous d'autres noms comme AB assay, Vybrant (S.A. Molecular Probes) et UptiBlue (S.A. Interchim).
Les tests à base de résazurine montrent une excellente corrélation avec les autres tests de viabilité cellulaire comme les tests à base de formazan (MTT/XTT) et les techniques à base de thymidine tritiée, avec l'avantage d'être plus faciles d'utilisation et plus sécures pour leurs utilisateurs. Ils permettent par ailleurs d'allonger la durée des expériences (le colorant étant minimalement toxique pour les cellules vivantes) et fonctionnent aussi bien pour les cellules adhérentes que pour les bactéries et les champignons. Au-delà des applications standard telles les tests en culture cellulaire (comptage de cellules, tests de prolifération cellulaire) et les tests de cytotoxicité, la résazurine peut aussi être couplée à plusieurs tests chimioluminescents comme les tests à la cytokine, les tests à la caspase pour mesurer l'apoptose, ou encore les tests permettant de quantifier l'expression d'un gène ou d'une protéine. La conversion irréversible de la résazurine en résorufine est proportionnelle à la respiration aérobie.

## Autres applications
La résazurine est réduite de manière efficace au sein les mitochondries, ce qui la rend utile pour tester également l'activité métabolique mitochondriale.

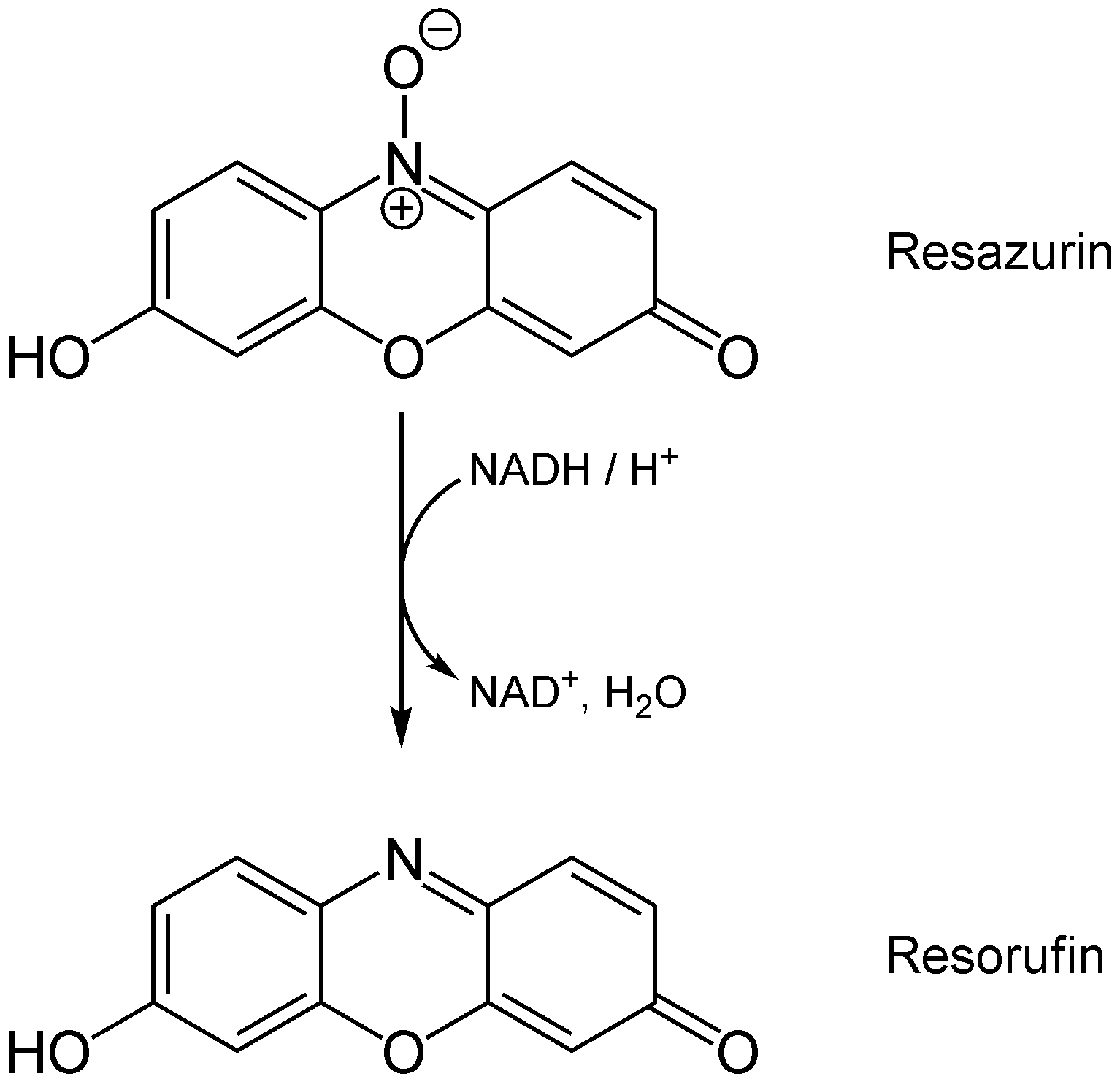
Réduction de la résazurine en résorufine dans les cellules vivantes (en présence de NADH).

Généralement, en présence de l'enzyme NADPH déshydrogénase ou NADH déshydrogénase, le NADPH ou le NADH constitue le réducteur permettant la conversion de la résazurine en résorufine. Ainsi, le système résazurine/diaphorase/NADPH peut être utilisée pour détecter le niveau de NADH, NADPH ou diaphorase, ainsi que toute activité biochimique ou enzymatique étant impliquée dans une réaction biochimique produisant du NADH ou du NADPH,,,,.
La résazurine peut être utilisée pour quantifier le L-glutamate, atteignant un seuil de sensibilité de 2,0 pmol par puits.
Elle peut en outre être exploitée pour quantifier la biodégradation aérobie de la matière organique qu'on trouve dans les effluents.
On peut enfin s'en servir pour mesurer le taux de respiration aérobie dans les ruisseaux. Comme la majorité de la respiration aérobie a lieu dans le lit du ruisseau, la conversion de la résazurine en résorufine représente également une mesure du taux d'échange entre la colonne d'eau et le lit du cours d'eau.

## Synthèse
La résazurine s'obtient par condensation, catalysée par un acide, entre le résorcinol et le 4-nitrosorésorcinol, suivie d'une oxydation du composé intermédiaire avec de l'oxyde de manganèse (IV) : 
Le traitement du produit brut de cette réaction avec du carbonate de sodium en excès résulte en un sel de sodium de résazurine, qui est la forme commerciale courante du colorant. L'exécution de l'étape de condensation est possible dans les alcools mais le rendement en produit final est moindre ; de plus, dans l'eau pure ou l'acide acétique, la réaction ne se produit pas de façon satisfaisante.

## Colorants apparentés

### 10-acetyl-3,7-dihydroxyphénoxazine
La 10-acetyl-3,7-dihydroxyphénoxazine (aussi connue sous le nom d'Amplex Red), structurellement apparentée à la résazurine, réagit avec le peroxyde d'hydrogène selon une stœchiométrie de 1:1 pour produire le même produit dérivé, à savoir la résorufine ; ce colorant est utilisé dans de nombreux tests combinant par exemple la peroxydase de raifort (HRP) avec des enzymes utilisant le NADH ou le NADPH.

### 7-éthoxyrésorufine
La 7-éthoxyrésorufine est un composé utilisé comme substrat dans la quantification de l'induction au cytochrome P450 (CYP1A1), via le système éthoxyrésorufine-O-dééthylase (EROD) dans des cultures cellulaires et des échantillons environnementaux, produit en réponse à l'exposition aux groupes aryles ; le composé est catalysé par une enzyme pour produire le même produit fluorescent, à savoir la résorufine.

### 1,3-dichloro-7-hydroxy-9,9-diméthylacridin-2(9H)-one
La 1,3-dichloro-7-hydroxy-9,9-diméthylacridin-2(9H)-one (DDAO), colorant fluorescent utilisé pour l'annotation des oligonucléotides.